# Euphorbia aphylla
Espèce
Classification phylogénétique
Statut CITES
Euphorbia aphylla, l'Euphorbe sans feuilles, est une espèce de plantes à fleurs de la famille des Euphorbiacées.
Elle est endémique aux îles Canaries où elle est fréquente entre le niveau de la mer et 150 m d'altitude.
C'est un arbuste qui peut atteindre 2,5 m de haut, aux tiges succulentes sans feuilles et aux fleurs sessiles.

## Synonymes
- Tirucallia aphylla
- Tithymalus aphyllu